# La setta delle tenebre (romanzo)
La setta delle tenebre (Allies of the Night) è l'ottavo libro della Saga di Darren Shan e secondo capitolo della trilogia de I cacciatori delle tenebre dello scrittore inglese di Darren Shan.

## Trama
Darren Shan, Harkat Mulds e Mr. Crepsley fanno ritorno alla città natale di Crepsley dove si sospetta che una banda di Vampiri Killer abbiano allestito il loro territorio. Poco dopo il loro arrivo, tuttavia, Darren viene notato dalla polizia che lo scambia per un ragazzino a causa del suo aspetto fisico ancora giovane e lo obbliga a iscriversi a scuola. Qui incorre delle difficoltà dal momento che aveva frequentato le medie ormai parecchi anni prima e scopre che la sua insegnante di inglese è Debbie Hemlock, la sua ex amica/ragazza umana della sua prima visita in città che è diventata una donna adulta.
Crepsley deve tornare al Picco dei Vampiri per il funerale di Paris Skyler, uno dei Principi, lasciando Darren e Harkat a proseguire da soli le indagini. Una notte, mentre torna nell'hotel in cui alloggia, Darren è assalito da un Vampiro Killer mascherato con uncini al posto delle mani ma viene salvato in tempo da Steve Leonard, il suo vecchio amico d'infanzia ora diventato adulto e cacciatore di Vampiri Killer. Nonostante il loro ultimo incontro e il giuramento di vendetta verso lui e Crepsley, Steve afferma che ora ha capito chi sia il vero nemico e si unisce a Darren nella caccia ai Vampiri Killer.
Darren finisce per confessare la sua natura di vampiro a Debbie e gli racconta tutta la sua storia. Dopo l'iniziale sbigottimento, la donna riconosce la veridicità delle sue parole e decide di schierarsi con Darren e Steve nello scontro. Anche Crepsley fa ritorno in tempo per assistere Darren nel rintracciare i Vampiri Killer, sebbene non si fidi di Leonard ricordandosi di quando assaggiò il suo sangue e lo trovò "malvagio". Darren riesce però a convincere il mentore che Steve sarà loro di grande aiuto e che è meglio portarlo con sé; a loro si unisce Vancha March dopo qualche giorno.
Una notte il gruppo segue il Vampiro Killer con gli uncini nelle fogne della città, ma lui li attira in una trappola: i cacciatori sono circondati da Vampiri Killer e il loro Signore fa la sua seconda apparizione. Darren cerca di ucciderlo ma viene fermato da Steve che mostra la sua vera natura di mezzo-Vampiro Killer, tradendo i compagni in quanto non ha mai abbandonato i suoi propositi di vendetta verso Darren e Crepsley. Inoltre il Vampiro Killer con gli uncini si rivela essere Reggie Veggie (RV), vecchio amico di Darren che è impazzito dopo aver perso le braccia perché sbranate dall'Uomo Lupo del Circo degli Orrori che aveva liberato.
Segue uno scontro tra i cacciatori e i Vampiri Killer in cui Crepsley e March riescono a sbaragliare gli avversari mentre Darren attacca Steve, ma sono costretti a fermarsi quando RV prende Debbie in ostaggio. Allo stesso modo i cacciatori prendono in ostaggio Steve e un Vampet (un umano che lavora per i Vampiri Killer addestrandosi prima di essere trasformato) , seppur non possono fare nulla per impedire la fuga del Signore dei Vampiri Killer sotto la minaccia di uccidere Debbie se proveranno a seguirlo. Gannen per non portare un numero eccessivo di truppe alla morte da' agli avversari quindici minuti di vantaggio per andarsene dalle fogne, poi i Vampiri Killer saranno inviati contro di loro a finirli.